# Hannes Oberwalder
Hannes Oberwalder (* 1967 in Lienz) ist österreichischer Musikproduzent, Keyboarder und Pianist.
Hannes Oberwalder lebt heute in Wien. An der Hochschule für Musik und darstellende Kunst in Wien absolvierte er das Studium für klassisches Klavier, am Konservatorium der Stadt Wien die Fächer Jazzklavier und Arrangement.
Er spielte für Künstler wie Rainhard Fendrich, Ludwig Hirsch, Plácido Domingo und Michael Bolton und wirkte unter anderem am Volkstheater, bei „Christmas in Vienna“ sowie beim „Jazz Fest Wien“ mit.
Hannes Oberwalder fungiert als Aufnahmeleiter beim ORF und ist Eigentümer des TOM TON Studios, aus dem die Filmmusik zu Fernsehserien wie „Tatort“, diversen Peter-Weck-Filmen, „Die Leute von St. Benedikt“, „Zigeunerleben“ und der ORF-Serie „Cabaret“ stammt. Weiterhin produziert Oberwalder auch Jingles für das Werbefernsehen und arbeitet zusätzlich noch als Klavierlehrer an der Musik-Schule Rudolfsheim-Fünfhaus.